# Chris McQueen

a Compétitions nationales et continentales officielles uniquement.

b Matchs officiels uniquement.
Chris McQueen, né le 3 août 1987 à Brisbane (Australie), est un joueur de rugby à XIII australien évoluant au poste de deuxième ligne, troisième ou de centre. Il fait ses débuts en National Rugby League avec les Rabbitohs de South Sydney lors de la saison 2009 mais y devient titulaire qu'à partir de la saison 2011. Il prend part également aux State of Origin avec le Queensland  depuis 2013.

## Palmarès
- Individuel :
  - Nommé dans l'équipe type de Super League : 2022 ( Huddersfield)

## Statistiques
| Saison | Club                   | Compétition           | Matchs | Points | Essais | Goals | Drops |
| ------ | ---------------------- | --------------------- | ------ | ------ | ------ | ----- | ----- |
| 2009   | South Sydney Rabbitohs | National Rugby League | 4      | 8      | 2      | -     | -     |
| 2010   | South Sydney Rabbitohs | National Rugby League | -      | -      | -      | -     | -     |
| 2011   | South Sydney Rabbitohs | National Rugby League | 23     | 32     | 8      | -     | -     |
| 2012   | South Sydney Rabbitohs | National Rugby League | 21     | 20     | 5      | -     | -     |
| 2013   | South Sydney Rabbitohs | National Rugby League | 23     | 12     | 3      | -     | -     |
| 2014   | South Sydney Rabbitohs | National Rugby League | 8      | 4      | 1      | -     | -     |